# Fungia hexagonalis
Fungia hexagonalis là một loài san hô trong họ Fungiidae. Loài này được Edwards & Haine, mô tả khoa học năm 1848.